# ShapeShifter
ShapeShifter ist eine Virtuelle Maschine für Amiga-Computer mit 68k-Prozessor, um darauf klassisches Mac OS virtualisieren zu können. Programmiert wurde das Programm ab 1993 von Christian Bauer, der es als Shareware verfügbar gemacht hat. Die registrierte Version kostete 50 US-Dollar. In der letzten Version von Anfang 2001 weist sich ShapeShifter als Freeware aus.

## Technik
ShapeShifter, der sich selbst als „Macintosh-II-Emulator“ bezeichnet, läuft auf Amiga-Computern mit 68k-Prozessor wie dem Amiga 1200 und hat die folgenden Systemvoraussetzungen:
- AmigaOS 2.1 oder neuer
- 68020-Prozessor oder besser (Amiga 1200, 3000 und 4000)
- mindestens 4 MB Arbeitsspeicher
- HD-Diskettenlaufwerk empfohlen
- Macintosh-512‑kB oder ‑1‑MB-ROM

Um Mac OS in ShapeShifter virtualisieren zu können, wird ein Original-Macintosh-ROM benötigt, da dieser den Macintosh-Baukasten (englisch Macintosh Toolbox) enthält, ohne den Mac OS nicht lauffähig ist. ShapeShifter enthält das Programm SaveROM, mit dem der Macintosh-ROM von einem originalen Macintosh-Computer ausgelesen werden kann. Danach können System 7.1 bis Mac OS 8.1 virtualisiert ausgeführt werden.
ShapeShifter läuft auf jedem Amiga 1200, 3000 und 4000, nicht jedoch auf unmodifizierten Amiga 500 und Amiga 2000. Es gibt diverse Hardware-Upgrades (Turbokarten, RAM-Erweiterungen, Kickstart-ROMs …), die ShapeShifter auch auf letztgenannten Amiga-Modellen lauffähig machen. Zudem läuft ShapeShifter auf dem DraCo, da der DraCo ein Amigakompatibler Clone ist, von MacroSystem.

## Nutzung
Auf dem Amiga machte ShapeShifter einen sehr guten Eindruck. Der Virtualisierer ermöglichte es Amiga-Anwendern, die einen Macintosh-ROM erwarben (oder einen Macintosh besaßen, von dem sie den ROM auslesen und speichern konnten), auf dem Amiga Macintosh-Programme zu nutzen. Da Apple die System-7-Versionen 7.0 und 7.5.3 gratis zum Herunterladen anbot, war nicht einmal der Kauf von Mac OS (wie System 7 ab Version 7.6 heißt) erforderlich.

## Nachfolge
ShapeShifter gilt als Vorläufer der Emulatoren Basilisk II und SheepShaver, die ebenfalls unter Mithilfe von Christian Bauer programmiert wurden und quelloffen verfügbar sind.